# 巴多上尉鎮

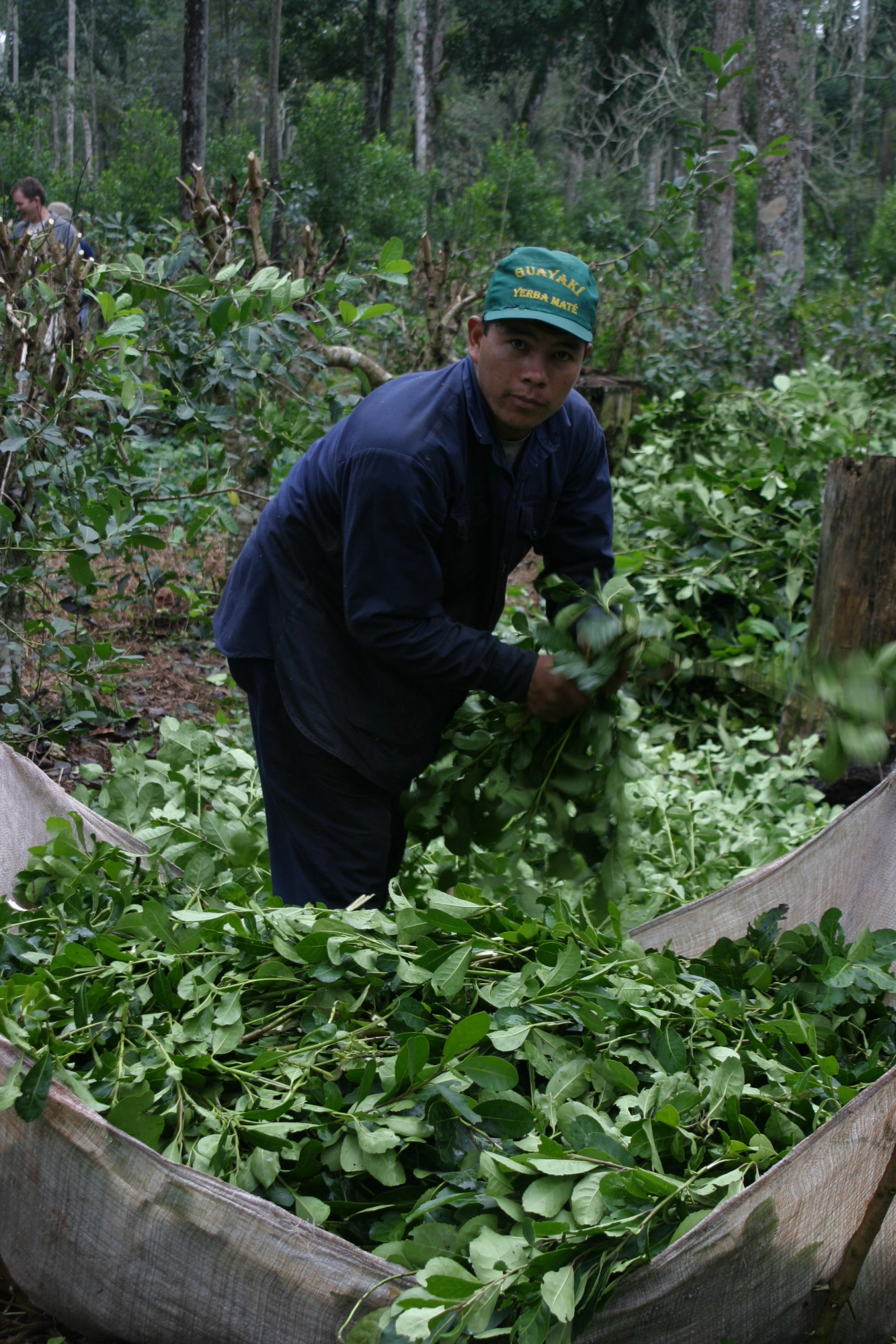

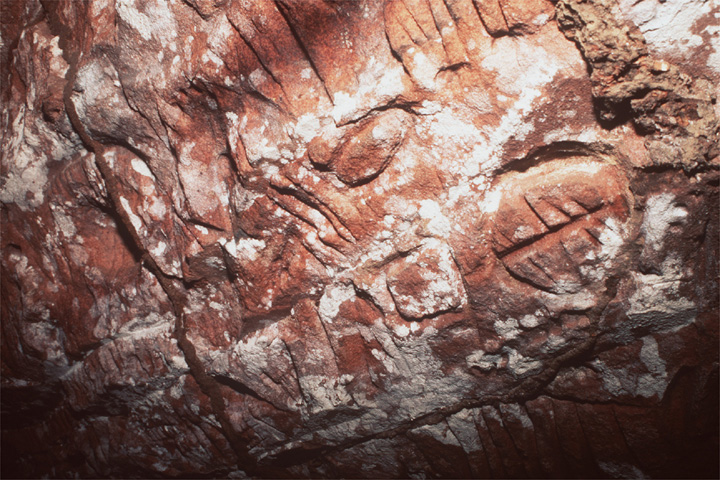

23°15′13″S 55°37′31″W / 23.25361°S 55.62528°W
巴多上尉鎮（西班牙語：Capitán Bado），是巴拉圭的城鎮，位於該國東北部，由阿曼拜省負責管轄，距離亞松森426公里，面積5,738平方公里，海拔高度485米，2002年人口17,117，人口密度每平方公里3人。